# U-19-Fußball-Europameisterschaft 2018
Die Endrunde der 34. U-19-Europameisterschaft fand vom 16. bis zum 29. Juli 2018 in den finnischen Städten Seinäjoki und Vaasa statt. Insgesamt nahmen acht Mannschaften daran teil.
Die Mannschaft Portugals konnte das Turnier zum insgesamt dritten Mal gewinnen.

## Vergabe
Das Exekutivkomitee des europäischen Verbandes der UEFA hat Finnland am 26. Januar 2015 den Zuschlag für die Ausrichtung der U-19-Europameisterschaft 2018 gegeben. Die Entscheidung gab die UEFA nach einer Sitzung des Exekutivkomitees in Nyon bekannt. Nach den U-18-Europameisterschaften 1982 und 2001 war Finnland zum dritten Mal Ausrichter dieses Wettbewerbs.

## Qualifikation
Die Qualifikation zu dem Turnier fand in zwei Stufen statt. Auf die erste Qualifikationsrunde folgte eine zweite Runde, Eliterunde genannt. Finnland war als Gastgeber direkt qualifiziert.

### Erste Runde
Die Auslosung der ersten Runde erfolgte am 13. Dezember 2016 in Nyon. Spanien und Portugal erhielten vorab je ein Freilos für die Eliterunde. Die übrigen 52 Teilnehmer wurden auf 13 Gruppen à vier Mannschaften aufgeteilt. Die Gruppenersten und ‑zweiten erreichten die Eliterunde im Frühjahr 2018. Deutschland traf in Gruppe 2, die vom 4. bis 10. Oktober 2017 in Polen spielte, neben dem Gastgeber auf Nordirland und Weißrussland. Österreich spielte zu Hause in Gruppe 6 vom 3. bis 9. Oktober 2016 gegen Israel, Kosovo und Litauen. Die Schweiz und Liechtenstein spielten beide in der Gruppe 5, in der sie vom 8. bis 14. November gegen Belgien und Gastgeber Mazedonien antraten. Sowohl Deutschland als auch Österreich setzen sich als Gruppensieger mit drei Siegen in drei Spielen durch und qualifizierten sich für die Eliterunde. Die Schweiz und Liechtenstein schieden dagegen aus. Während die Schweiz neben zwei Niederlagen nur den Vergleich mit Liechtenstein gewinnen konnte, verlor Liechtenstein alle drei Spiele und schoss gegen die Schweiz das einzige Tor.

### Eliterunde
Die Auslosung der Eliterunde fand am 6. Dezember 2017 in Nyon statt. In der Eliterunde wurden die verbleibenden Mannschaften in sieben Gruppen à vier Mannschaften eingeteilt. Jede Gruppe spielte ein Mini-Turnier in einem Land aus. Die sieben Gruppensieger der Eliterunde qualifizierten sich für die Endrunde. Die Eliterunde fand vom 21. bis zum 27. März 2018 statt.
Die Auslosung ergab folgende Gruppen (Reihenfolge nach Endplatzierung):
| Gruppe 1      | Gruppe 2     | Gruppe 3     | Gruppe 4   | Gruppe 5   | Gruppe 6   | Gruppe 7               |
| ------------- | ------------ | ------------ | ---------- | ---------- | ---------- | ---------------------- |
| Norwegen      | England      | Italien 1    | Ukraine    | Portugal 1 | Frankreich | Türkei                 |
| Deutschland 1 | Lettland     | Polen        | Rumänien 1 | Irland     | Spanien 1  | Dänemark 1             |
| Schottland    | Ungarn       | Griechenland | Serbien    | Kosovo     | Belgien    | Österreich             |
| Niederlande   | Mazedonien 1 | Tschechien   | Schweden   | Slowakei   | Bulgarien  | Bosnien u. Herzegowina |

Das deutsche Team von Trainer Frank Kramer scheiterte in Gruppe 1 als Gruppenzweiter an den punktgleichen Norwegern äußerst knapp. Auf ein 3:0 gegen Schottland folgte eine 2:5-Niederlage gegen Norwegen. Am letzten Spieltag hatten alle Teams einen Sieg und eine Niederlage auf dem Konto. Zehn Minuten vor Spielende führte Deutschland gegen die Niederlande mit 3:1 und Schottland gegen Norwegen mit 4:2, was Deutschland aufgrund des direkten Vergleiches zum Gruppensieg verholfen hätte. In der regulären Spielzeit schaffte Norwegen den Ausgleich und drehte das Spiel dann noch durch einen Elfmeter in der Nachspielzeit. Mit diesem 5:4-Erfolg bei gleichzeitigem 4:1-Sieg der Deutschen setzten sich die Norweger im direkten Vergleich gegen Deutschland als Gruppensieger durch.
In Gruppe 7 startete die Auswahl Österreichs mit einer 0:2-Niederlage gegen die Türkei. Es folgte ein Sieg gegen Bosnien und Herzegowina (3:0) und ein Unentschieden gegen Gastgeber Dänemark (2:2). Österreich verabschiedete sich so mit einem dritten Rang aus dem Wettbewerb.

## Teilnehmer
Gastgeber Finnland war automatisch für die Endrunde gesetzt. Die weiteren sieben Plätze gingen an die sieben Gruppensieger der Eliterunde, die im März 2018 ausgespielt wurde. Die Auslosung für die Endrunde fand am 30. Mai in Vaasa statt.
| - Finnland (Gastgeber) - Norwegen (Sieger Gruppe 1) - England (Sieger Gruppe 2) - Italien (Sieger Gruppe 3) | - Ukraine (Sieger Gruppe 4) - Portugal (Sieger Gruppe 5) - Frankreich (Sieger Gruppe 6) - Türkei (Sieger Gruppe 7) |

## Austragungsorte
Als Austragungsstätten wurden zwei Stadien in den Städten Seinäjoki und Vaasa benannt. Da beide Stadien keinen Naturrasen hatten, fanden alle Spiele der Europameisterschaft auf Kunstrasen statt.
| Seinäjoki |

| Vaasa |

| Seinäjoki |

| Vaasa |

## Vorrunde

### Modus
Die Vorrunde wurde in zwei Gruppen mit jeweils vier Mannschaften ausgetragen. Die zwei Gruppensieger und Zweitplatzierten qualifizierten sich für das Halbfinale.
Wenn zwei oder mehr Mannschaften derselben Gruppe nach Abschluss der Gruppenspiele die gleiche Anzahl Punkte aufweisen, wird die Platzierung nach folgenden Kriterien in dieser Reihenfolge ermittelt:
a. höhere Punktzahl aus den Direktbegegnungen der betreffenden Mannschaften;
b. bessere Tordifferenz aus den Direktbegegnungen der betreffenden Mannschaften;
c. größere Anzahl erzielter Tore aus den Direktbegegnungen der betreffenden Mannschaften;
d. wenn es nach Anwendung der Kriterien a) bis c) eine Unterscheidung gab, dabei aber immer noch mehrere Mannschaften gleichauf liegen, werden die Kriterien a) bis c) auf die Direktbegegnungen der betreffenden Mannschaften erneut angewandt. Führt dieses Vorgehen keine Entscheidung herbei, werden die Kriterien e) bis h) angewandt;
e. bessere Tordifferenz aus allen Gruppenspielen;
f. größere Anzahl erzielter Tore aus allen Gruppenspielen;
g. Elfmeterschießen nach der letzten Begegnung, falls die beiden Teams auf dem Platz nach den bisherigen Kriterien gleichauf liegen und keine weitere Mannschaft gleich viele Punkte nach Beendigung des letzten Spiels hat;
h. geringere Gesamtzahl an Strafpunkten auf der Grundlage der in allen Gruppenspielen erhaltenen gelben und roten Karten (rote Karte = 3 Punkte, gelbe Karte = 1 Punkt, Platzverweis nach zwei gelben Karten in einem Spiel = 3 Punkte);
i. UEFA-Koeffizient bei der Auslosung zur Qualifikation;
j. Losentscheid.

### Gruppe A
| Pl. | Land     | Sp. | S | U | N | Tore    | Diff. | Punkte |
| --- | -------- | --- | - | - | - | ------- | ----- | ------ |
| 1.  | Italien  | 3   | 2 | 1 | 0 | 005:300 | +2    | 07     |
| 2.  | Portugal | 3   | 2 | 0 | 1 | 008:400 | +4    | 06     |
| 3.  | Norwegen | 3   | 1 | 1 | 1 | 005:600 | −1    | 04     |
| 4.  | Finnland | 3   | 0 | 0 | 3 | 002:700 | −5    | 0      |

|                                                                                       |   |          |           |
| Montag, 16. Juli 2018 um 15:00 Uhr (14:00 Uhr MESZ) in Vaasa (Hietalahti Stadium)     |   |          |           |
| Norwegen                                                                              | – | Portugal | 1:3 (0:2) |
| Montag, 16. Juli 2018 um 20:00 Uhr (19:00 Uhr MESZ) in Vaasa (Hietalahti Stadium)     |   |          |           |
| Finnland                                                                              | – | Italien  | 0:1 (0:1) |
| Donnerstag, 19. Juli 2018 um 18:30 Uhr (17:30 Uhr MESZ) in Seinäjoki (OmaSP Stadion)  |   |          |           |
| Finnland                                                                              | – | Norwegen | 2:3 (1:1) |
| Donnerstag, 19. Juli 2018 um 20:30 Uhr (19:30 Uhr MESZ) in Vaasa (Hietalahti Stadium) |   |          |           |
| Portugal                                                                              | – | Italien  | 2:3 (0:0) |
| Sonntag, 22. Juli 2018 um 18:30 Uhr (17:30 Uhr MESZ) in Vaasa (Hietalahti Stadium)    |   |          |           |
| Portugal                                                                              | – | Finnland | 3:0 (2:0) |
| Sonntag, 22. Juli 2018 um 18:30 Uhr (17:30 Uhr MESZ) in Seinäjoki (OmaSP Stadion)     |   |          |           |
| Italien                                                                               | – | Norwegen | 1:1 (0:0) |

### Gruppe B
| Pl. | Land       | Sp. | S | U | N | Tore    | Diff. | Punkte |
| --- | ---------- | --- | - | - | - | ------- | ----- | ------ |
| 1.  | Ukraine    | 3   | 2 | 1 | 0 | 004:200 | +2    | 07     |
| 2.  | Frankreich | 3   | 2 | 0 | 1 | 011:200 | +9    | 06     |
| 3.  | England    | 3   | 1 | 1 | 1 | 004:800 | −4    | 04     |
| 4.  | Türkei     | 3   | 0 | 0 | 3 | 002:900 | −7    | 0      |

|                                                                                     |   |            |           |
| Dienstag, 17. Juli 2018 um 18:30 Uhr (17:30 Uhr MESZ) in Seinäjoki (OmaSP Stadion)  |   |            |           |
| Türkei                                                                              | – | England    | 2:3 (1:2) |
| Dienstag, 17. Juli 2018 um 20:30 Uhr (19:30 Uhr MESZ) in Vaasa (Hietalahti Stadium) |   |            |           |
| Frankreich                                                                          | – | Ukraine    | 1:2 (1:1) |
| Freitag, 20. Juli 2018 um 18:30 Uhr (17:30 Uhr MESZ) in Seinäjoki (OmaSP Stadion)   |   |            |           |
| Ukraine                                                                             | – | England    | 1:1 (1:1) |
| Freitag, 20. Juli 2018 um 20:30 Uhr (19:30 Uhr MESZ) in Vaasa (Hietalahti Stadium)  |   |            |           |
| Türkei                                                                              | – | Frankreich | 0:5 (0:3) |
| Montag, 23. Juli 2018 um 18:30 Uhr (17:30 Uhr MESZ) in Seinäjoki (OmaSP Stadion)    |   |            |           |
| Ukraine                                                                             | – | Türkei     | 1:0 (1:0) |
| Montag, 23. Juli 2018 um 18:30 Uhr (17:30 Uhr MESZ) in Vaasa (Hietalahti Stadium)   |   |            |           |
| England                                                                             | – | Frankreich | 0:5 (0:2) |

## Finalrunde

### Spiel um Platz 5
Neben den vier Halbfinalisten qualifizierte sich auch der Fünftplatzierte für die U-20-Fußball-Weltmeisterschaft 2019 in Polen.
|                                                                                      |   |         |           |
| Donnerstag, 26. Juli 2018 um 13:00 Uhr (12:00 Uhr MESZ) in Seinäjoki (OmaSP Stadion) |   |         |           |
| Norwegen                                                                             | – | England | 3:0 (0:0) |

### Halbfinale
|                                                                                       |   |            |           |
| Donnerstag, 26. Juli 2018 um 19:00 Uhr (18:00 Uhr MESZ) in Vaasa (Hietalahti Stadium) |   |            |           |
| Italien                                                                               | – | Frankreich | 2:0 (2:0) |
| Donnerstag, 26. Juli 2018 um 15:00 Uhr (14:00 Uhr MESZ) in Vaasa (Hietalahti Stadium) |   |            |           |
| Ukraine                                                                               | – | Portugal   | 0:5 (0:5) |

### Finale
| Italien                                                                           | Italien | Portugal | Portugal |
| --------------------------------------------------------------------------------- | --- | --- | -------- |
| Italien                                                                           | \| Finale \| \| Sonntag, 29. Juli 2018 um 19:30 Uhr (18:30 Uhr MESZ) in Seinäjoki (OmaSP Stadion) \| \| Ergebnis: 3:4 n. V. (2:2, 0:1) \| \| Schiedsrichter: Juan Martínez Munuera ( Spanien) \| | \| Finale \| \| Sonntag, 29. Juli 2018 um 19:30 Uhr (18:30 Uhr MESZ) in Seinäjoki (OmaSP Stadion) \| \| Ergebnis: 3:4 n. V. (2:2, 0:1) \| \| Schiedsrichter: Juan Martínez Munuera ( Spanien) \|                                                                    | Portugal |
| Italien                                                                           | Alessandro Plizzari – Alessandro Tripaldelli (65. Antonio Candela), Gianmaria Zanandrea, Davide Bettella, Raoul Bellanova – Nicolò Zaniolo, Filippo Melegoni (59. Christian Capone), Davide Frattesi – Andrea Pinamonti (46. Moise Kean), Gianluca Scamacca, Sandro Tonali (92. Andrea Marcucci) Cheftrainer: Paolo Nicolato | João Virginia – David Carmo, Romain Correia, Rúben Vinagre, Thierry Correia – Florentino, Domingos Quina (91. Nuno Santos), Nuno Nunes – Jota (120. Francisco Moura), José Gomes (83. Mesaque Dju), Francisco Trincão (101. Pedro Correia) Cheftrainer: Hélio Sousa | Portugal |
| Italien                                                                           | 1:2 Moise Kean (75.) 2:2 Moise Kean (76.) 3:3 Gianluca Scamacca (107.) | 0:1 Jota (45.+1') 0:2 Francisco Trincão (72.) 2:3 Jota (104.) 3:4 Pedro Correia (109.) | Portugal |
| Italien                                                                           | Nicolò Zaniolo (67.), Moise Kean (76.), Gianmaria Zanandrea (79.), Sandro Tonali (90.+2'), Andrea Pinamonti (109.), Davide Frattesi (115.) | José Gomes (71.), Nuno Santos (115.), Jota (120.) | Portugal |
| Finale                                                                            | | |          |
| Sonntag, 29. Juli 2018 um 19:30 Uhr (18:30 Uhr MESZ) in Seinäjoki (OmaSP Stadion) | | |          |
| Ergebnis: 3:4 n. V. (2:2, 0:1)                                                    | | |          |
| Schiedsrichter: Juan Martínez Munuera ( Spanien)                                  | | |          |

## Beste Torschützen
Nachfolgend aufgelistet sind die besten Torschützen der Endrunde. Die Sortierung erfolgt nach Anzahl der geschossenen Tore, bei gleicher Trefferzahl sind die Vorlagen und danach die Spielminuten ausschlaggebend.
| Rang | Spieler           | Tore | Vorlagen | Spielminuten |
| ---- | ----------------- | ---- | -------- | ------------ |
| 01   | Jota              | 5    | 3        | 384          |
| 02   | Francisco Trincão | 5    | 3        | 443          |
| 03   | Amine Gouiri      | 4    | 0        | 183          |
| 04   | Moise Kean        | 4    | 0        | 286          |

## Mannschaft des Turniers
Am 1. August 2018 wurde die Mannschaft des Turniers veröffentlicht. Die beiden Finalteilnehmer Portugal und Italien sind mit jeweils vier Spielern vertreten.
| Torhüter            | Abwehr                                                       | Mittelfeld                                | Stürmer                              | Bester Spieler |
| ------------------- | ------------------------------------------------------------ | ----------------------------------------- | ------------------------------------ | -------------- |
| Alessandro Plizzari | Raoul Bellanova Davide Bettella Romain Correia Rúben Vinagre | Michaël Cuisance Florentino Sandro Tonali | Moussa Diaby Jota Wladyslaw Suprjaha |                |

## Schiedsrichter
Die UEFA nominierte für die Endrunde sechs Schiedsrichter aus sechs Ländern, die von acht Assistenten unterstützt wurden. Dabei gab es keine festen Teams aus Schiedsrichtern und Assistenten. Zwei weitere Schiedsrichter, welche als 4. Offizielle zum Einsatz kamen, komplettierten das Feld der Unparteiischen der Endrunde.
| Schiedsrichter        | Assistenten           | Vierte Offizielle |
| --------------------- | --------------------- | ----------------- |
| Manuel Schüttengruber | Damir Lazić           | Ville Nevalainen  |
| Jonathan Lardot       | Bojan Zobenica        | Petri Viljanen    |
| Bartosz Frankowski    | Daniel Norgaard       |                   |
| Andrew Dallas         | Aron Härsing          |                   |
| Juan Martínez Munuera | Bryngeir Valdimarsson |                   |
| Sandro Schärer        | Alexandru Cerei       |                   |
|                       | Joakim Nilsson        |                   |
|                       | Ian Bird              |                   |